# Tế bào thực vật
Tế bào thực vật là tế bào nhân thực có ở cây xanh, sinh vật nhân thực quang hợp thuộc giới Plantae. Đặc điểm nổi bật của chúng bao gồm các vách tế bào tiểu chứa cellulose, các hemicellulose và pectin, sự hiện diện của plastid với khả năng để thực hiện quá trình quang hợp và lưu trữ tinh bột, một không bào lớn có tác dụng điều chỉnh áp lực turgor, sự vắng mặt của tiên mao hoặc trung tử, ngoại trừ trong các giao tử, và một phương pháp độc đáo của phân chia tế bào liên quan đến sự hình thành của một tấm tế bào hoặc phragmoplast ngăn cách các tế bào con mới.

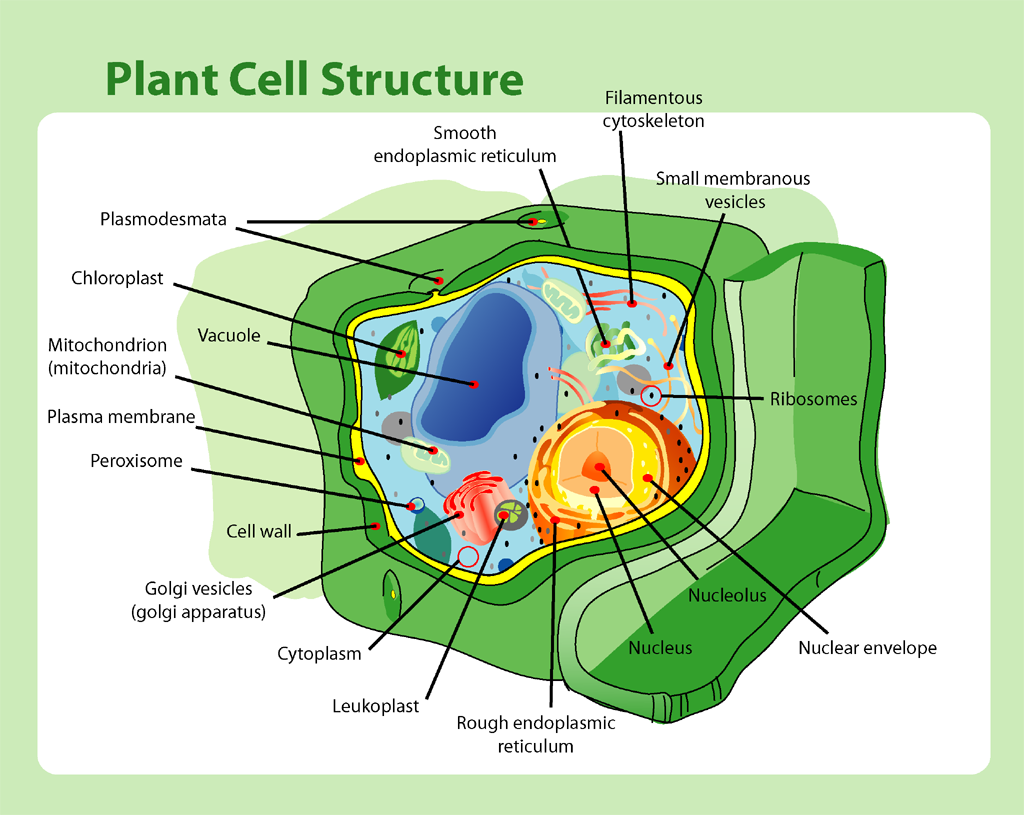
Cấu tạo một tế bào thực vật điển hình

## Sự lớn lên và phân chia của tế bào

### Sự lớn lên của tế bào
Các tế bào con là những tế bào non, mới hình thành, có kích thước bé; nhờ quá trình trao đổi chất chúng lớn dần lên thành những tế bào trưởng thành.

### Sự phân chia tế bào
. Tế bào lớn lên đến một kích thước nhất định thì phân chia.
. Quá trình đó diễn ra như sau:
+ Đầu tiên tế bào sinh ra rồi lớn lên tới một kích thước nhất định sẽ phân chia thành 2 tế bào con, đó là sự phân bào.
+ Sau đó hình thành 2 nhân, sau đó chất tế bào phân chia, vách tế bào hình thành ngăn đôi tế bào cũ thành 2 tế bào con 
Các tế bào ấy tiếp tục lớn lên rồi phân chia thành 4 rồi thành 8,... tế bào.
-Các tế bào ở mô phân sinh có khả năng phân chia tạo tế bào mới cho cơ thể thực vật.
Tế bào phân chia và lớn lên giúp cây sinh trưởng và phát triển, di truyền từ cây mẹ.